# Kurt Losch
Kurt Albert Dietrich Losch (* 29. November 1889 in Berlin; † 7. Mai 1944 ebenda) war ein deutscher Maler und Graphiker. 

## Leben

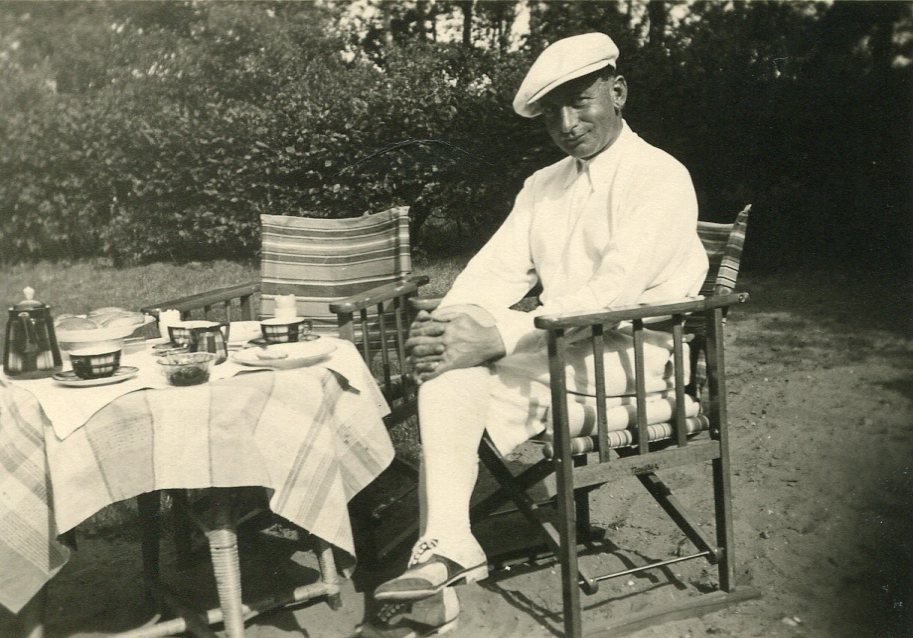
Kurt Losch 1935 in seinem Berliner Garten

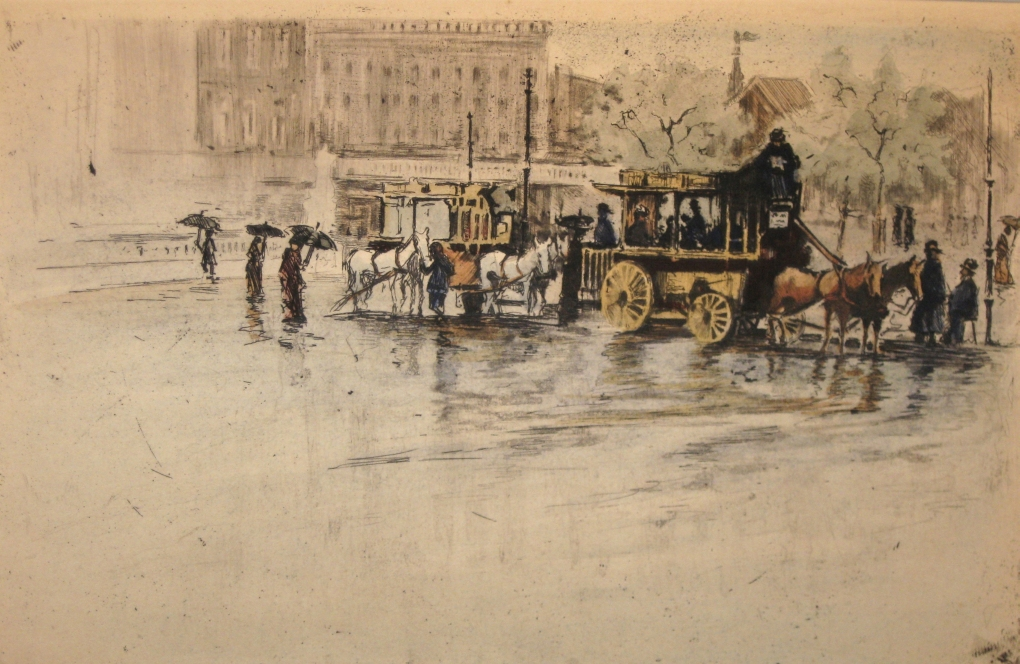
Am Halleschen Tor in Berlin – Kolorierte Radierung um 1912, 16,5 cm × 26 cm

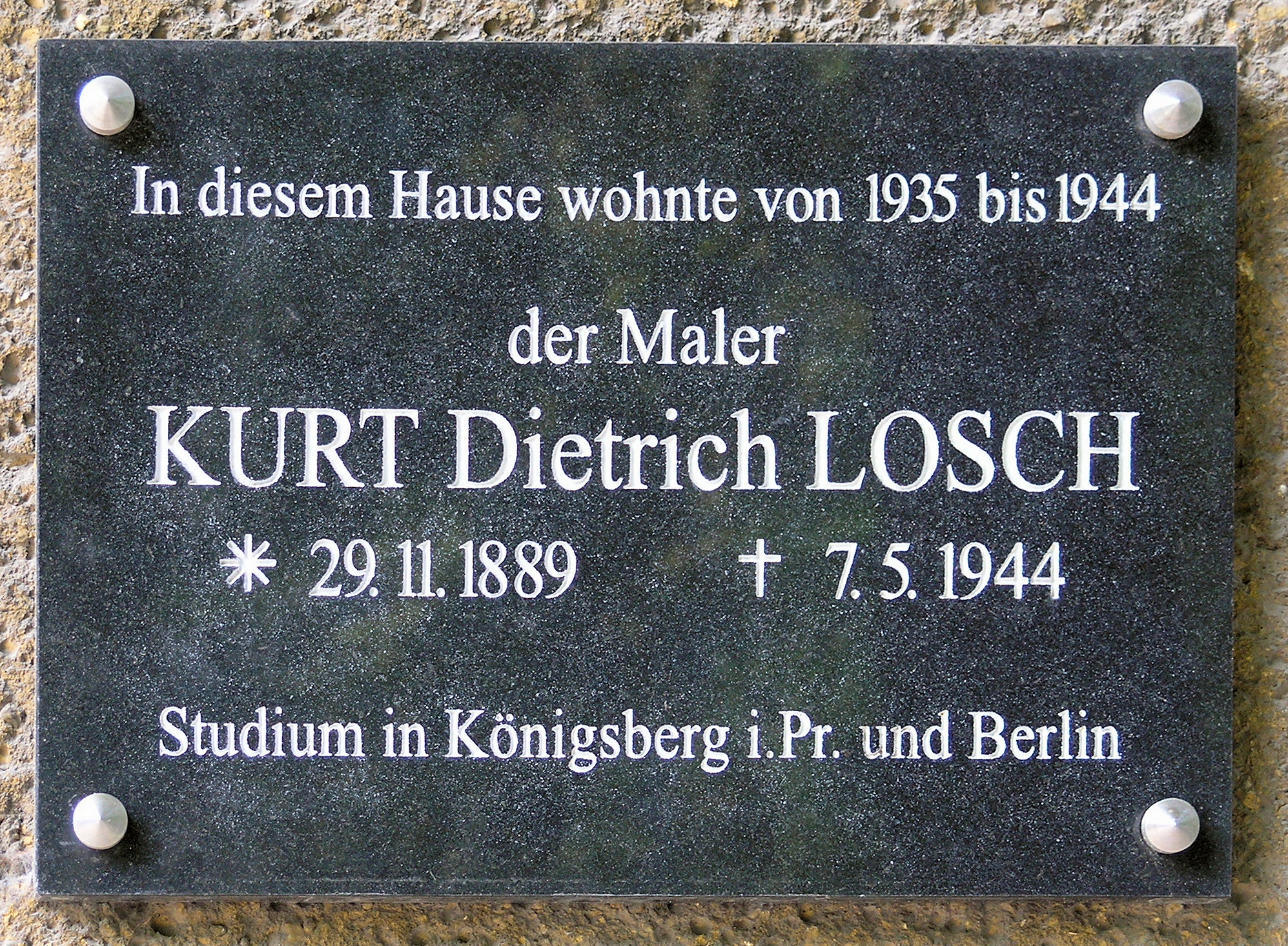
Berliner Gedenktafel am Haus Meraner Straße 12, in Berlin-Schöneberg

Kurt Losch war der Sohn von Reinhold Losch (1859–1927), dem selbstständigen Kaufmann „Seifen-Losch-Berlin“, und Emma Losch (1866–1959) geb. Sebald. Geschwister waren Ewald Losch (1888–1966) und Willy Losch (1896–1971).
Er besuchte die Schule von 1896 bis 1907 und schloss mit dem „Einjährigen“ ab. Vom Wintersemester 1909 bis zum Sommersemester 1911 studierte er an der Königlichen Kunstschule Berlin bei Wilhelm Jordan Kunstwissenschaft und Aktzeichnen. Die Abschlussprüfung berechtigte ihn, als Zeichenlehrer zu arbeiten. 
Vom Wintersemester 1911 an bis 1913 absolvierte er ein Malereistudium an der Königlichen Kunstakademie Königsberg i.Pr., bei Heinrich Wolff, ab 1913 setzte er sein Kunststudium (Porträt) bis 1914 an der Königlichen Kunsthochschule Berlin bei Georg Ludwig Meyn fort. Anschließend war er vom 2. November 1914 bis 1918 Soldat im Ersten Weltkrieg, wo er zuletzt Leutnant war. Nach Kriegsende war Losch freier Kunstmaler in Berlin. Seit dem Neujahrstag 1930 war er bis zu seinem Tod Mitinhaber des geerbten väterlichen Geschäfts „Seifen-Losch“ in Berlin, das zu dieser Zeit etwa 90 Filialen hatte. 
Kurt Losch war zwei Mal verheiratet. Die erste Ehe bestand mit der Kunststudentin Lore Zamzow (1913–1992) von 1935 bis 1938. Aus dieser gingen keine Kinder hervor. 1940 heiratete er die Textilverkäuferin Ursula („Ulla“) Boltzenthal (1921–1958), mit der er die Tochter Jutta (* 1939) hatte. 
Kurt Losch erkrankte 1943 an der seltenen Hautkrankheit Sklerodermie, der er am 7. Mai 1944 erlag. Er wurde im Familiengrab auf dem alten Luisenstädtischen Friedhof am Südstern in Berlin-Kreuzberg beigesetzt. Die Witwe Ursula Losch heiratete 1945 den Schriftsteller Rudolf Ditzen, besser bekannt als Hans Fallada (1893–1947).
Neben seinem Beruf und der Malerei pflegte Losch Wassersport, Angeln, Reiten und Tennis (TC Grün Gold 04 Tempelhof).

## Ausstellungen und Ausstellungsbeteiligungen
- Große Berliner Kunstausstellungen 1912, zusammen mit den Künstlern Maria Seek, Eduard Anderson und Helene Neumann
- Große Berliner Kunstausstellungen 1914
- Kunstsalon Bernard Teichert in Königsberg i. Pr. 1912 und 1913;
- Ausstellungen der Studenten der Königsberger Kunstakademie Dez. 1912 und Dez. 1913;
- 47. Kunstausstellung des Königsberger Kunstvereins 1913;
- Bautzener Kunstverein "Berliner Künstler" April 1914;
- Erste Internationale Graphische Kunst-Ausstellung Leipzig 1914;
- Sammlung Königsberger Graphik Dresden 1915;
- Gedenkausstellungen 1994 Feldberg/Mecklenburg sowie 2000 und 2004 Berlin;
- Staatliche Kunstgalerie Königsberg 2005 Kaliningrad/Russland;

## Archiv
Der Nachlass von Kurt Losch befindet sich im Losch-Archiv Berlin bei Joachim und Irene Artz (Nichte von K. Losch) in Berlin. Es enthält etwa 50 Werke und 18 Druckplatten des Malers. Das älteste Bild datiert von 1909. Die Werke sind in Öl, als Aquarelle, Radierungen und Zeichnungen ausgeführt. Motive sind Landschaften, Berlin-Ansichten und Porträts. Losch schuf zum 700-jährigen Stadtjubiläum von Berlin 1937 im Auftrage des damaligen Magistrats eine Kunstmappe mit sechs Radierungen historischer Berlin-Motive in einer Auflage von 70 Stück, die als Ehrengabe an verdiente Persönlichkeiten vergeben wurden. 1982 erschien davon eine 2. Auflage mit 150 Stück.